# Дубровка (станція МЦК)
Дубровка (рос. Дубровка) — зупинний пункт/пасажирська платформа Малого кільця Московської залізниці, яка обслуговує маршрут міського електропоїзда —  Московське центральне кільце. У рамках транспортної системи Московського центрального кільця позначається як «станція», хоча фактично не є залізничною станцією через відсутність колійного розвитку і розташована в західній горловині станції Угрешська. Відкриття відбулося 11 жовтня 2016 року.

## Технічні характеристики
Зупинний пункт має одну острівну платформу, обладнану критим напівкруглим навісом. Вхідний вестибюль розташований із західного боку зупинного пункту і суміщений з критим пішохідним переходом через колії МК МЗ і Третього транспортного кільця. Вхід здійснюється з переходу на верхньому поверсі будівлі вестибюля, де також знаходиться касовий і турнікетний зал. З верхнього поверху до платформи після турнікетів є сходи і ескалаторні нахили. Пішохідний міст і павільйон мають оздоблення білого кольору зі склінням. Пішохідний міст має два бічних виходи в місто у вигляді сходових прогонів з ліфтами і однорівневий з переходом вихід в будівлю багатоповерхового торгового центру «Мозаїка». На станції заставлено тактильне покриття. 

## Розташування, виходи і пересадки
Платформа розташована в Южнонопортовому районі, у західній горловині залізничної станції Угрешська на південь від Третього транспортного кільця. Місце для будівництва платформи між двома головними коліями було залишено під час перекладання колій і будівництві ТТК на початку 2000-х років.
Виходи з пішохідного моста, інтегрованого з вестибюлем платформи, є на північну сторону ТТК до 2-ї вулиці Машинобудування і на і південну сторону від колій МК МЗ до будівлі торгового центру «Мозаїка», а також є на стоянку торгового центру (вбудований у будівлю на рівні переходу).
За 250 м на схід від виходів з надземного переходу поблизу східної межі платформи розташована Шарикопідшипниковська вулиця, що проходить по естакаді над МК МЗ і ТТК, де можна пересісти на наземний міський транспорт (автобус і трамвай). За 400 метрів у північному напрямку від місця перетину цієї вулиці з ТТК розташована станція метро «Дубровка» Люблінсько-Дмитрівської лінії, відстань від її вестибюлів до пішохідного моста при переході пішки становить близько 600—700 метрів.

## Фото

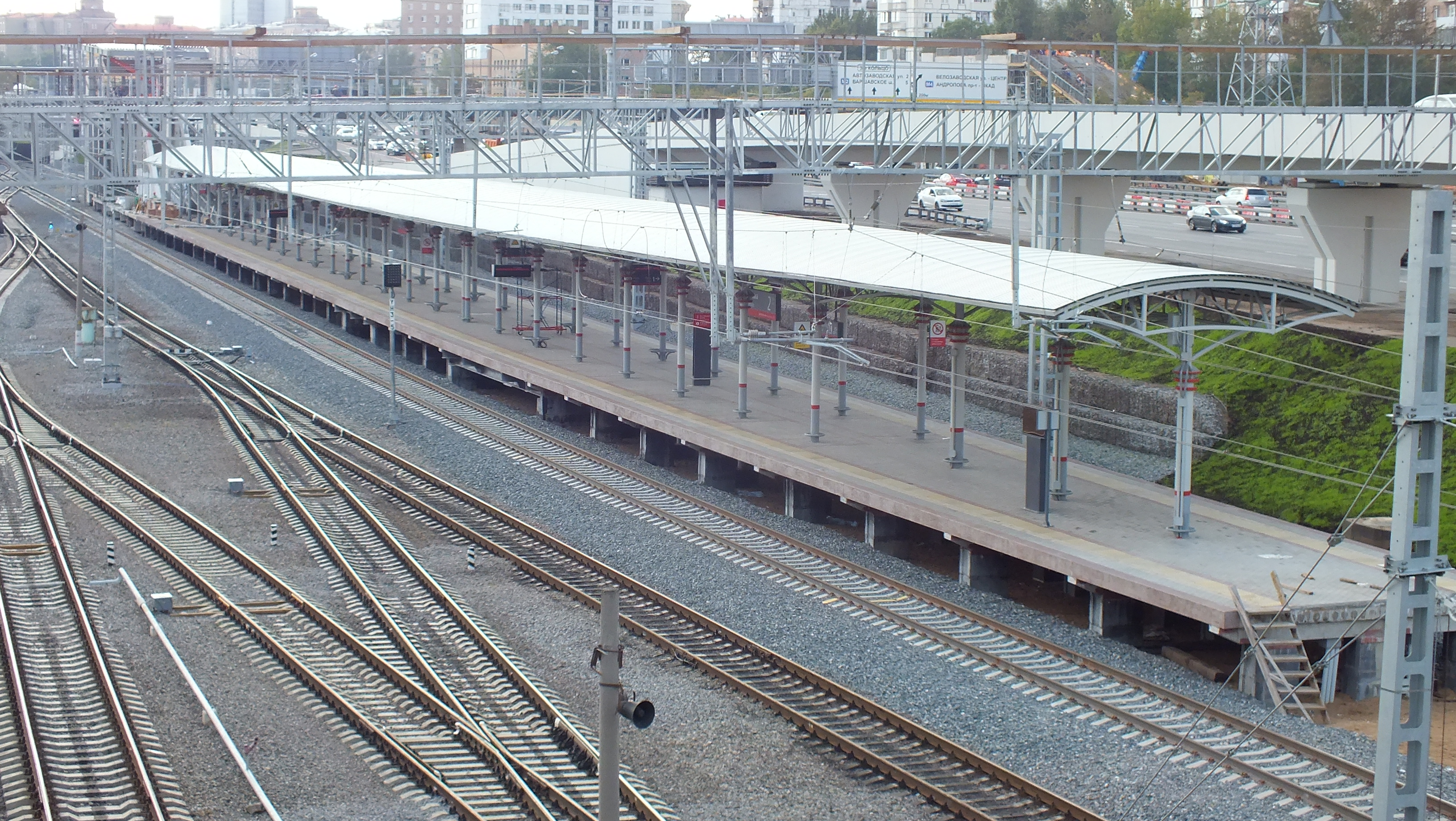
Платформа в серпні 2016 року Ведеться будівництво вестибюля
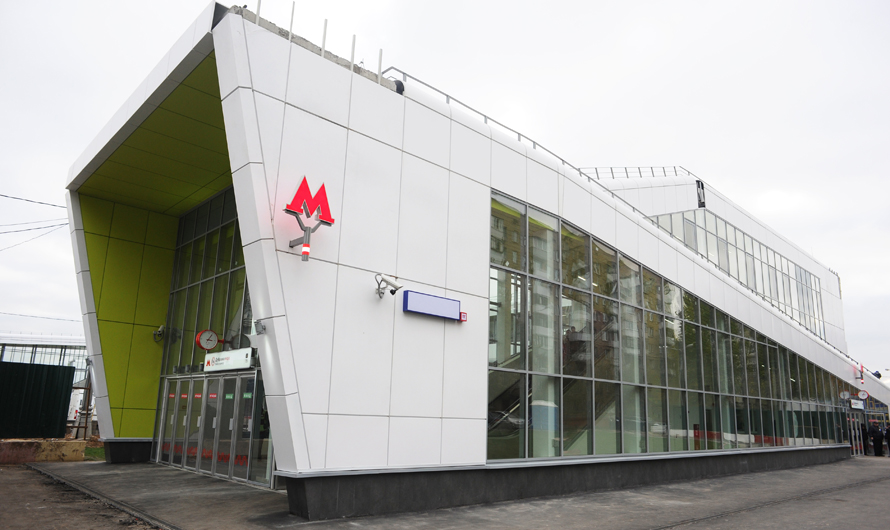
Вхід у надземний пішохідний перехід
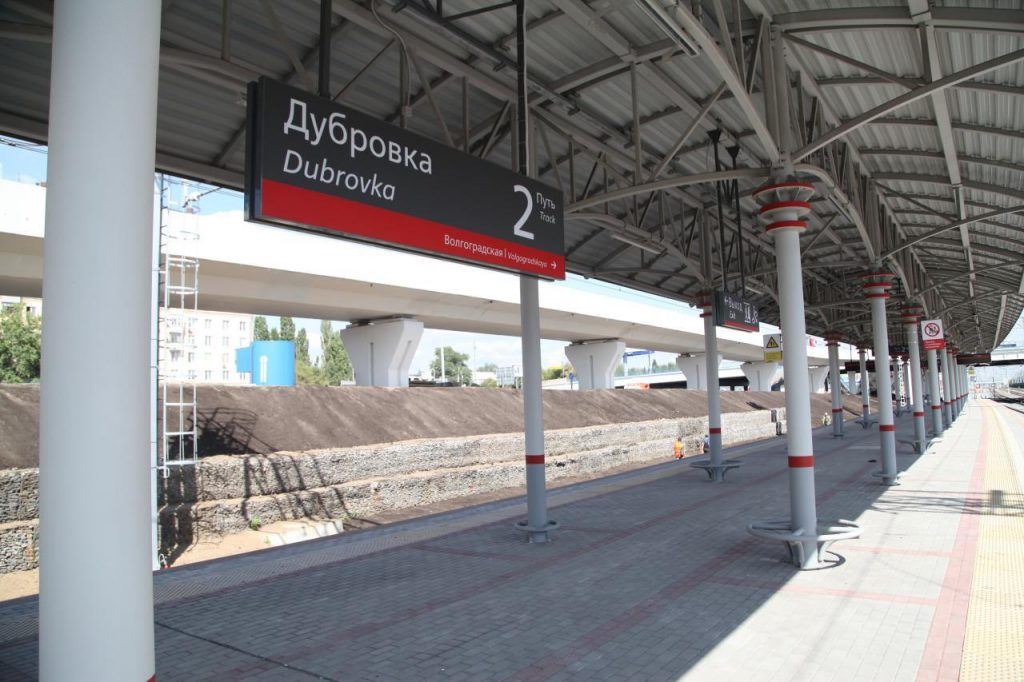
Платформа і табличка з назвою
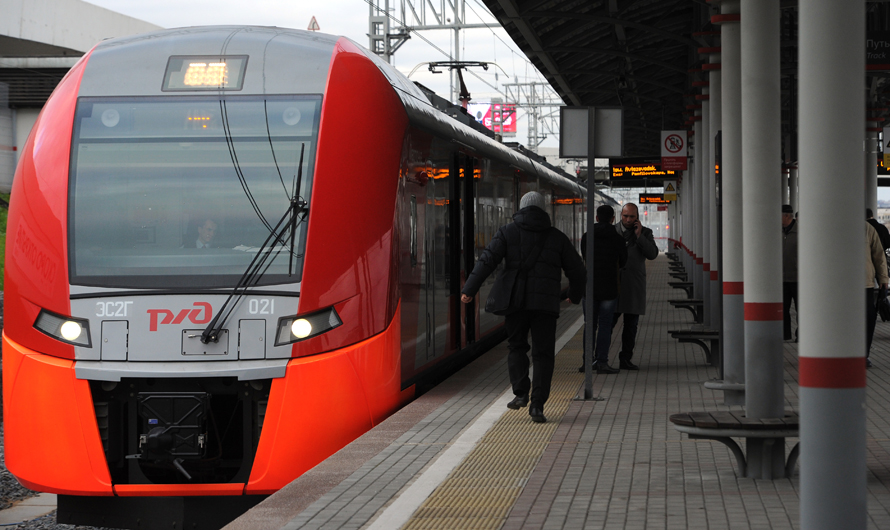
Електропоїзд ЕС2Г на платформі